# INPADOC
INPADOC, que significa International Patent Documentation (en español: Documentación internacional de patentes),  es una organización internacional de recopilación de patentes. La base de datos es construida y mantenida por la Oficina Europea de Patentes (EPO). Contiene familias de patentes e información sobre el estado legal de las mismas, y es actualizada semanalmente.
INPADOC fue fundada por la Organización Mundial de la Propiedad Intelectual (OMPI) y el gobierno de Austria, en virtud de un acuerdo del 2 de mayo de 1972. Un poco menos de veinte años después, en 1991, se conformó la Oficina Europea de Patentes, y a continuación se creó una suboficina de la EPO en Viena, Austria.
La base de datos INPADOC es de acceso público y proporciona información sobre familias de patentes, así como solicitudes de patente correspondientes a diferentes países donde se reclama la misma prioridad, y que normalmente alegan la misma invención. También proporciona información sobre el estado legal de las solicitudes de patente y las patentes en países que notifican cambios de estado.